# Großeheide
Großeheide oder Große Heide ist ein Ortsteil in Oberodenthal in der Gemeinde Odenthal im Rheinisch-Bergischen Kreis. Er liegt östlich von Neschen an der Großen Dhünntalsperre.

## Geschichte
Für ihre Mitarbeit beim Aufbau des Herrenhofs mit Kirche und Mühle in Odenthal stand den Hofhörigen eine Entschädigung zu. Eine solche erhielten sie durch die Zuweisung von Land, das sie roden und besiedeln konnten. Auf diese Weise entstand auch Großeheide, was so viel heißt wie großes Stück von der Heide, als Lehen des Hofgerichts zu Odenthal. Aus einer Urkunde vom 5. September 1515 geht hervor, dass Großeheide mit zwei Gütern zum Dhüner Hofgericht gehörte. Aus einer erhaltenen Steuerliste von 1586 geht hervor, dass die Ortschaft Teil der Honschaft Breidbach im Kirchspiel Odenthal war.
Die Topographia Ducatus Montani des Erich Philipp Ploennies, Blatt Amt Miselohe, belegt, dass der Wohnplatz 1715 als Vielhof kategorisiert wurde und mit grose Heid bezeichnet wurde. Aus der Charte des Herzogthums Berg 1789 von Carl Friedrich von Wiebeking geht hervor, dass Großeheide zu dieser Zeit Teil von Oberodenthal in der Herrschaft Odenthal war.
Unter der französischen Verwaltung zwischen 1806 und 1813 wurde die Herrschaft aufgelöst und Großeheide wurde politisch der Mairie Odenthal im Kanton Bensberg zugeordnet. 1816 wandelten die Preußen die Mairie zur Bürgermeisterei Odenthal im Kreis Mülheim am Rhein.
Der Ort ist auf der Topographischen Aufnahme der Rheinlande von 1824 als Großheide und auf der Preußischen Uraufnahme von 1840 als Grosseheide verzeichnet. Ab der Preußischen Neuaufnahme von 1892 ist er auf Messtischblättern regelmäßig als Großeheide verzeichnet.
| Jahr | Einwohner | Wohn- gebäude | Kategorie  | Bemerkung        |
| ---- | --------- | ------------- | ---------- | ---------------- |
| 1822 |           |               | Ackergüter |                  |
| 1830 | 79        |               | Ackergut   | gen. Große-Heide |
| 1845 | 40        | 9             | Ackergüter | gen. Große-Heide |
| 1871 | 31        | 5             | Hofstelle  | gen. Grossheide  |
| 1885 | 26        | 5             | Wohnplatz  |                  |
| 1895 | 27        | 6             | Wohnplatz  |                  |
| 1905 | 26        | 5             | Wohnplatz  |                  |